# Карапка Олександр Миколайович
Олександр Миколайович Карапка (нар. 5 жовтня 1990, с. Дихтинець, Чернівецька область, Україна) — український футболіст, півзахисник. Нині дитячо-юнацький тренер.

## Життєпис

### Ігрова кар'єра
Вихованець футбольної школи «Буковина» (Чернівці). У чемпіонаті України (ДЮФЛ) виступав за чернівецьку «Буковину» та «УФК — Карпати» (Львів) — 44 матчі, 7 голів.
Упродовж 2015—2017 років грав за аматорські команди чемпіонату Чернівецької області: ФК «Путила», «Колос-Підгір'я» (Сторожинець) та ФК «Волока».
Наприкінці липня 2017 року підписав контракт із рідною чернівецькою «Буковиною». Дебютував за «Буковину» 30 липня того ж року в матчі чемпіонату другої ліги України проти ФК «Тернополя». Перший гол на професіональному рівні забив 30 серпня у ворота ФК «Арсенал-Київщина». В зимове міжсезоння за обопільною згодою сторін припинив співпрацю з чернівецьким клубом.
В сезоні 2019/2020 виступав за друголіговий футзальний клуб: «Лідер» (Чернівці), разом із командою брав участь і в кубку України з футзалу. У 2020 році нетривалий час грав за ФК «Фазенда» (Чернівці).
З 2018 по 2020 виступав за аматорський клуб «Покуття» з міста Коломия, який брав участь в чемпіонаті України серед аматорів. З 2020 року виступав вже за іншого представника прикарпатського краю, а саме за команду: «Пробій» (Городенка). Наразі на аматорському рівні зіграв більше 100 матчів.

### Тренерська кар'єра
Упродовж 2012—2013 працював тренером-викладачем з футболу в Путильський ДЮСШ «Колос». Під час виступів за ФК «Путила» паралельно входив і до тренерського штабу як граючий тренер. З 2023 року працює тренером в чернівецькій ДЮСШ «Буковина».

#### Освіта
Закінчив Львівський державний університет фізичної культури. Наприкінці 2013 року отримав тренерський диплом ФФУ категорії: «С».

## Досягнення
Аматорський рівень
- Володар Кубка Івано-Франківської області (1): 2017/18
- Чемпіон Івано-Франківської області (1): 2019/20